# Pierluigi Giombini
Pierluigi Giombini (Roma, 11 de diciembre de 1956) es un músico y compositor italiano. Fue uno de los principales productores de la década de los ochenta. Nació en una familia de músicos, su padre era el compositor Marcello Giombini y su abuelo era profesor de oboe. Pierluigi Giombini estudió piano y composición en el conservatorio. Ha creado, compuesto y producido varios éxitos internacionales con ventas de más de 12 millones de discos. En particular, escribió y produjo la música de «I like Chopin», «Masterpiece», «Lunatic» por «Gazebo» y «Dolce Vita» por Ryan Paris dando la escritura de los textos a Paul Mazzolini hasta 1984. Desde 1999 escribió y produjo la música de 'WEB' que, en particular con la canción «Lovin' times», tuvo éxito en diversos países de todo el mundo.